# جون ريتشاردسون (مجدف)
جون ريتشاردسون هو مجدف كندي، ولد في 4 أكتوبر 1944 في ليدز في المملكة المتحدة.

## وصلات خارجية
- جون ريتشاردسون على موقع أوليمبيديا (الإنجليزية)